# هزيمة اجتماعية
الهزيمة الاجتماعية هي مفهوم يستخدَم لدراسة الآثار الفيزيولوجية والسلوكية الناتجة عن التفاعلات العدائية بين الحيوانات من نفس الفصيلة أو البشر، سواء في نطاق زوجي أو في سياق مجموعة-فرد، ما قد يؤدي إلى عواقب مهمة للغاية مثل السيطرة على الموارد، والتزاوج، والمناصب الاجتماعية.

## خلفية
تراكم كمّ مفيد من المعلومات بسبب الأبحاث الخاصة بالضغط الاجتماعي، وهو ما وفر منظورًا حول آثار التفاعل الاجتماعي والبيئي المؤذي على المخ. يعاني البحث والتجريب من العديد من الصعوبات المنهجية: غالبًا ما يُفتقر إلى الشرعية البيئية (التشابه من حيث الظروف الطبيعية والضغوطات) أو عدم القدرة على إخضاع النظريات للتحقيق العلمي (يصعب اختبار النظرية والتحقق منها).
طورت مناهج علم النفس الاجتماعي تجاه عدوانية الإنسان العديد من وجهات النظر، استنادًا إلى ملاحظة الظواهر البشرية مثل التنمر، والتجمهر، والإيذاء الجسدي واللفظي، والعدوان النسبي، وغير المباشر، إلخ. على الرغم من ثراء النظريات المُطورة، لم تفِ المعرفة الناتجة بالمتطلبات العلمية الخاصة بالقابلية للاختبار والتحقق.
أُجريت دراسات حيوانية على العدوانية داخل الأنواع في فرعين رئيسين: أ- الأساليب المعتمدة على التجارب المعملية، وعلى الظروف المتحكم بها، وهو ما يسمح بقياس المتغيرات السلوكية والغدية والعصبية، ولكن مع وجود قصور في تطبيق الضغوطات غير الطبيعية (مثل صدمات القدم وضغط التقييد) في ظروف غير طبيعية (نادراً ما تشبه أقفاصُ المختبرات المواطن الأصلية). ب- الأساليب القائمة على ملاحظة الحيوانات في بيئتها الطبيعية، متجنبةً البيئات الاصطناعية والضغوط غير الطبيعية. ولكن عادة لا تسمح بقياس الآثار الفيزيولوجية أو التلاعب في المتغيرات المتصلة بها.
يتعين على الحيوانات (بما في ذلك البشر) في المواقف الحياتية الحقيقية التغلب على الضغوط الناتجة عن فصيلتها الخاصة أثناء تفاعلها مع مثيلاتها، خاصة بسبب الصراعات المتكررة للسيطرة على الموارد المحدودة، والتزاوج، والمناصب الاجتماعية.
تُعد الهزيمة الاجتماعية مصدر توتر مزمن لدى الحيوانات والبشر، كما أنها قادرة على إحداث تغيرات كبيرة في السلوك، ووظائف الدماغ، والفيزيولوجية، والنواقل العصبية ومستويات الهرمونات، والصحة.

## التاريخ
نشأت مقاربة الهزيمة الاجتماعية من خلال التجارب على الحيوانات، وذلك باستخدام نموذج "المقيم-الدخيل"، حيث يُوضع حيوان في قفص حيوان آخر، أو مجموعة من الحيوانات من نفس النوع، بطريقة تسمح بالصراع غير المميت.
إذا سُمح للحيوانات بالقتال في ظرف واحدٍ فقط، فعادة ما يُنظر إلى هذا كنموذج للضغط الحاد؛ أما إذا سمح لهم بالقتال في عدة ظروف مختلفة وخلال أيام مختلفة على التوالي أو لا، فيُعتبر ذلك نموذجًا للضغط المزمن. قد يتعرض الحيوان المرؤوس أيضًا لتهديدات من المهيمن بعد الهزيمة أو في الفترة الفاصلة بين المعارك، من خلال الاضطرار إلى البقاء في قفص أو حجرة بجانب المهيمن أو بالقرب منه، ويتعرض لإشارات بصرية أو شمية منه.
طُبقت مقاربة الهزيمة الاجتماعية أيضًا في وقت لاحق على ملاحظات العدوانية داخل الأنواع الحيوانية في البرية، ما يشير إلى أنه يمكن أيضًا تطبيق الفرضيات الناتجة عن التجارب المختبرية الصناعية في الأماكن الطبيعية، وهو ما يؤكد توقعات النموذج.

## لدى البشر
اقتُرح أن النماذج الحيوانية للنزاع الاجتماعي قد تكون مفيدة لدراسة عدد من الاضطرابات العقلية، بما في ذلك الاكتئاب الشديد، واضطراب القلق العام، واضطراب ما بعد الصدمة، وتعاطي المخدرات، والاضطرابات النفسية العدوانية، واضطرابات الأكل والفصام.
وُسّع نموذج الهزيمة الاجتماعية ليشمل ملاحظات عن العدوان الإنساني والتنمر والعدوان العلائقي والخضوع المزمن والإذلال. يحاول نموذج الهزيمة الاجتماعية توسيع الدراسات الحيوانية لتشمل السلوك البشري أيضًا. وهذا على عكس دراسة علم النفس الاجتماعي للعدوان، حيث تُستخلص المقارنات بشكل حصري من خلال التجارب التي تتم على البشر.